# Hartwig Fiege
Hartwig Johannes Fiege (* 7. September 1901 in Altona; † 4. April 1997 in Hamburg) war ein deutscher Lehrer, Professor, Historiker und Publizist.

## Leben und Wirken
Hartwig Fiege war der Sohn des Postschaffners Johannes Fiege (1871–1958). Er hatte zwei jüngere Brüder. Von 1908 bis 1917 besuchte er Mittelschulen in Altona und Wandsbek, und anschließend die Altonaer Präparandenanstalt. Ab 1920 lernte er am Altonaer Seminar, das er 1923 mit der erfolgreich absolvierten ersten Lehrerprüfung verließ. Aufgrund eines Lehrerüberschusses erhielt er erst im April 1927 eine Stelle an der Knabenschule an der Bachstraße in Hamburg. In der Zwischenzeit hatte er als Expedient in einer Hamburger Spedition, Handelsreisender, Hauslehrer nahe Ratzeburg und Vertretungslehrer in Wandsbek gearbeitet. An der Knabenschule bestand Fiege im Juni 1928 die zweite Lehrerprüfung. Im Sommersemester desselben Jahres schrieb er sich am Institut für Lehrerfortbildung der Universität Hamburg ein, wo er die Fächer Erziehungswissenschaften, Psychologie und Geschichte belegte. Zu seinen Lehrern gehörten Ernst Cassirer, William Stern, Justus Hashagen, Heinrich Reincke, Julius Gebhard und Wilhelm Flitner. Fiege, der ab Ostern 1931 an der neuen Schule Osterbrook lehrte, erhielt Ende 1931 die Lehrbefähigung für Volksschulen.
Fiege promovierte 1935 mit dem Prädikat „sehr lobenswert“. In seiner Promotion behandelte er Friedrich Schleiermachers Auffassung der Bildung. Im selben Jahr erhielt er eine Stelle als Assistent von Gustaf Deuchler an der Hamburger Universität. Fiege unterrichtete fortan für mehr als 20 Jahre am Institut für Lehrerbildung. In seinen Kursen behandelte er die Heimatkunde an Grundschulen. 1936 entschieden die Nationalsozialisten, das Institut als eigenständige Hochschule für Lehrerbildung weiterzuführen. Fiege unterrichtete dort nebenberuflich Grundschulpädagogik. Ab 1937 übernahm er die Rektorenstelle der Knaben- und Mädchenschule am Hübbesweg in Hamburg-Hamm. Während des Zweiten Weltkriegs leistete Fiege Kriegsdienst in Frankreich und Holland. Er schied 1942 als Oberleutnant aufgrund einer ernsthaften Krankheit aus der Wehrmacht aus.
Fiege ging zurück nach Hamburg, wo er zunächst zwei Jahre als Studienrat an der Oberschule Alstertal unterrichtete. Ab 1947 arbeitete er am erziehungswissenschaftlichen Seminar der Hamburger Universität. Dort beteiligte er sich am Aufbau der akademischen Lehrerbildung unter Leitung von Wilhelm Flitner und Julius Gebhard. Anfangs erhielt er eine Stelle als Studienleiter am Pädagogischen Institut und von 1957 bis 1966 die Position des geschäftsführenden Dozenten. Ab 1962 lehrte er als Professor Pädagogik der Volks- und Mittelschule mit besonderer Berücksichtigung der Heimatkunde und behandelte insbesondere didaktische Methoden für Heimatkunde und Geschichtsunterricht. Insgesamt betreute er mehr als 1000 Lehramtsprüfungen.
Hartwig Fiege, der vier Kinder hatte, gehörte seit den 1950er Jahren dem Alsterverein an. Er hielt dort Vorträge, schrieb viele Aufsätze und redigierte dessen Jahrbücher. Hierfür ernannte ihn der Verein 1975 zum Ehrenmitglied.

## Werke
Hartwig Fiege publizierte umfangreich. In seinen Werken behandelte er zumeist heimatkundliche Themen. Sein erstmals 1955 herausgegebenes Hamburg. Ein Heimatbuch entwickelte sich zu einem Standardbuch für Grundschüler. Es erschien bis 1968 in zwölf ständig aktualisierten Auflagen. 1970 beschrieb er die Geschichte der Hamburger Volksschule. Außerdem schrieb er zur Geschichte Wellingsbüttels und weiteren Alsterdörfer. 1980 verfasste Fiege das Buch Hamburgs Denkmäler erzählen Geschichte, das ein großer Erfolg wurde. 1986 veröffentlichte er eine Biografie über den Pädagogen Fritz Köhne.
In dem Aufsatz Aus dem Leben eines unteren Postbeamten vor dem ersten Weltkrieg von 1978 stellte Fiege das Leben und Schaffen seines Vaters dar, der von 1888 bis 1936 bei der Post gearbeitet hatte.